# 循環器学
循環器学（じゅんかんきがく、英: cardiology）は、内科学の一分野。
心臓・冠動脈・大動脈・血圧等の循環器系（circulatory system）全般を取り扱う分野。他の名称として、心臓学、心臓病学、循環器病学、などがあり、日本語の医学雑誌のデータベース、医中誌WEBではこれらいずれの語句も同義語として扱われている。
外科学分野においては心臓血管外科学が携わる。診療科としては循環器内科と心臓血管外科が共に循環器センターを設置している施設もある。

## 歴史
主な学説に血液循環説等があった。

## 疾患
主に以下の疾患・症候について取り扱われる。

### 高血圧
以前より循環器学の原点とも言える領域。循環器学領域で扱う最も基本的で一般的な疾患。

### 虚血性心疾患
急性冠症候群・狭心症・心筋梗塞等として知られ、カテーテル治療の発展と共に急速に発達してきている循環器内科の花形たる治療領域。心臓血管外科学においては冠動脈バイパス術等が行われる。

### 不整脈
旧来より薬物治療がメインであったが、カテーテルアブレーションやICD（植え込み型除細動器）設置等で発展を遂げてきている領域。

### 心臓弁膜症
旧来より内科的治療によるコントロール困難な症例は心臓血管外科学による手術治療がメインに行われる疾患であったが、一部の疾患でカテーテル治療が発展してきている領域。

### 心筋症
循環器内科と心臓血管外科双方にて扱われる領域で、心臓移植等について行われる領域。

### 大動脈瘤
主に心臓血管外科学にて扱われる領域。軽症であれば循環器内科にて内科的治療管理は行われる。

### 先天性心疾患
一般の病院においては循環器内科では扱われず、小児科・心臓血管外科が診療に当たる領域。

### 心不全
一般に多く病院・診療所において診療されることの多い症候。

### その他
感染症（感染性心内膜炎・心筋炎）
心臓の感染は、急激な状態悪化と予後が極めて不良な疾患であるため、多くの場合、大規模の病院・ないし医療機関において循環器内科だけではなく集中治療医学科等も含めた総合的な診療を有する領域。
肺血栓塞栓症

心タンポナーデ

深部静脈血栓症

## 検査
聴診
古来より臨床医学の象徴とも言える検査。
心電図
20世紀初頭において開発され、現在においても循環器領域で最も基本となる検査。
心臓超音波検査
近年では、循環器領域で最も基本となる検査。多くの病院・診療所で広く行われるようになった。
X線撮影検査
心不全兆候等の心臓の評価を行うために用いる一般的な検査。
CT検査
大動脈等の血管病変に対する評価として用いられる検査。
冠動脈・心臓CT検査
以前は、カテーテル検査でしか確認し得なかった冠動脈病変の精査に対し、近年64列ないし128列の高性能CT検査を用いて冠動脈を3D再構成を行うことで、冠動脈病変を評価する検査　負担が少なく外来にて簡便に行うことができるため導入する医療機関が増えている。

## 治療
主に内科学・小児科学を含めて、循環器学領域で行われる治療については以下の通り。

### 薬物治療
- 降圧剤
- 抗不整脈薬

### カテーテル治療
現在、循環器内科領域において最も一般的となっている治療
- 心臓カテーテル検査
- 血管内治療
  - 経皮的冠動脈形成術
  - カテーテルアブレーション
- 肺動脈カテーテル（スワン・ガンツカテーテル）
- 大動脈カテーテル検査

### ペースメーカー
- 心臓ペースメーカー

### 除細動器
- 除細動器

### 補助循環
- 大動脈内バルーンパンピング（IABP：intraaortic balloon pumping）
- 経皮的心肺補助装置（PCPS：pericutaneous cardiopulmonary support）
- 補助人工心臓（LVAD：left ventricular assist device）

### 人工心臓
- 完全置換型人工心臓